# Тит Вергиний Трикост Целимонтан (консул 496 пр.н.е.)
Вижте пояснителната страница за други личности с името Тит Вергиний Трикост Целимонтан.
Тит Вергиний Трикост Целимонтан (на латински: Titus Verginius Tricostus Caelimontanus) e римски консул през 496 пр.н.е. Неговият колега e Авъл Постумий Алб Региленсис. Той произлиза от стария род Вергинии.
В битката при Регилското езеро командва заедно с военачалниците Авъл Постумий, Тит Ебуций Хелва и Авъл Семпроний Атрацин четвъртата част на римската войска и спира напредването на латините. В битката той води дясното крило на войската и се бие директно със Секст Тарквиний.